# Daniil Andrejewitsch Kusnezow
Daniil Andrejewitsch Kusnezow (russisch Даниил Андреевич Кузнецов; * 23. April 2003 in Sankt Petersburg) ist ein russischer Fußballspieler.

## Karriere

### Verein
Kusnezow begann seine Karriere bei Zenit St. Petersburg. Im Juni 2021 spielte er erstmals für die Reserve von Zenit in der drittklassigen Perwenstwo PFL. Dies war in der Saison 2020/21 sein einziger Einsatz für Zenit-2. Im Juli 2021 stand der Flügelstürmer gegen den FK Chimki erstmals im Profikader Zenits. Sein Debüt für die Profis in der Premjer-Liga gab er schließlich im September 2021 gegen Achmat Grosny. Insgesamt kam er zu vier Einsätzen für Zenit in der höchsten Spielklasse.
Im Februar 2022 wechselte Kusnezow zum Ligakonkurrenten Rubin Kasan. Bis Saisonende kam er zu acht Einsätzen im Oberhaus, aus dem er mit Rubin aber abstieg. In der Saison 2022/23 kam er verletzungsbedingt nur zu einem Einsatz in der Perwenstwo FNL, in seiner Abwesenheit fixierte Kasan aber den Wiederaufstieg. In der Saison 2023/24 absolvierte der wieder genesene Kusnezow dann weitere drei Partien im Oberhaus. Im Januar 2024 wurde er an den Zweitligisten Rodina Moskau verliehen. Für Rodina kam er zu zwölf Zweitligaeinsätzen. Zur Saison 2024/25 kehrte er wieder nach Kasan zurück.

### Nationalmannschaft
Kusnezow spielte im Januar 2019 erstmals für eine russische Jugendnationalauswahl. Von März bis Juni 2021 kam er zu vier Einsätzen im U-18-Team. Im September 2021 folgte sein Debüt in der U-19-Mannschaft.